# Cubocephalus lissopleuris
Cubocephalus lissopleuris är en stekelart som beskrevs av Henry Keith Townes, Jr. och Gupta 1962. Cubocephalus lissopleuris ingår i släktet Cubocephalus och familjen brokparasitsteklar. Inga underarter finns listade i Catalogue of Life.